# The Beatles Box
The Beatles Box is een boxset van de Britse band The Beatles. De boxset bestaat uit acht lp's. De boxset werd uitgebracht op 3 november 1980 via World Records, een dochteronderneming van EMI Music waar men alleen via de post albums kon bestellen. Ook werd het uitgebracht in Australië, Nieuw-Zeeland en Mexico door het tijdschrift Reader's Digest. Het is het laatste Beatles-album dat verscheen terwijl John Lennon nog in leven was.

## Tracks
Alle muziek en teksten zijn geschreven door Lennon-McCartney, tenzij anders aangegeven.

### Album 1
| Nr. | Titel                                                            | Schrijver(s)              | Duur |
| --- | ---------------------------------------------------------------- | ------------------------- | ---- |
| 1.  | Love Me Do (originele Britse single met Ringo Starr als drummer) |                           | 2:23 |
| 2.  | P.S. I Love You (nepstereoversie afkomstig van Please Please Me) |                           | 2:04 |
| 3.  | I Saw Her Standing There                                         |                           | 2:55 |
| 4.  | Please Please Me                                                 |                           | 2:03 |
| 5.  | Misery                                                           |                           | 1:49 |
| 6.  | Do You Want to Know a Secret                                     |                           | 1:56 |
| 7.  | A Taste of Honey                                                 | Bobby Scott, Ric Marlow   | 2:03 |
| 8.  | Twist and Shout                                                  | Phil Medley, Bert Russell | 2:32 |

| Nr. | Titel                                                                        | Schrijver(s)                                                                    | Duur |
| --- | ---------------------------------------------------------------------------- | ------------------------------------------------------------------------------- | ---- |
| 9.  | From Me to You                                                               |                                                                                 | 1:57 |
| 10. | Thank You Girl (monoversie)                                                  |                                                                                 | 2:01 |
| 11. | She Loves You (nepstereoversie afkomstig van A Collection of Beatles Oldies) |                                                                                 | 2:22 |
| 12. | It Won't Be Long                                                             |                                                                                 | 2:13 |
| 13. | Please Mr. Postman                                                           | Georgia Dobbins, William Garrett, Freddie Gorman, Brian Holland, Robert Bateman | 2:34 |
| 14. | All My Loving (into met hi-hats)                                             |                                                                                 | 2:08 |
| 15. | Roll Over Beethoven                                                          | Chuck Berry                                                                     | 2:45 |
| 16. | Money (That's What I Want)                                                   | Janie Bradford, Berry Gordy                                                     | 2:49 |

### Album 2
| Nr. | Titel                                                             | Schrijver(s) | Duur |
| --- | ----------------------------------------------------------------- | ------------ | ---- |
| 1.  | I Want to Hold Your Hand                                          |              | 2:26 |
| 2.  | This Boy (monoversie)                                             |              | 2:12 |
| 3.  | Can't Buy Me Love                                                 |              | 2:13 |
| 4.  | You Can't Do That                                                 |              | 2:35 |
| 5.  | A Hard Day's Night                                                |              | 2:34 |
| 6.  | I Should Have Known Better                                        |              | 2:43 |
| 7.  | If I Fell                                                         |              | 2:19 |
| 8.  | And I Love Her (afkomstig van de Amerikaanse versie van Rarities) |              | 2:35 |

| Nr. | Titel                                                                        | Schrijver(s)                                        | Duur |
| --- | ---------------------------------------------------------------------------- | --------------------------------------------------- | ---- |
| 9.  | Things We Said Today                                                         |                                                     | 2:35 |
| 10. | I'll Be Back                                                                 |                                                     | 2:24 |
| 11. | Long Tall Sally (stereoversie)                                               | Enotris Johnson, Richard Penniman, Robert Blackwell | 2:00 |
| 12. | I Call Your Name (stereoversie)                                              |                                                     | 2:09 |
| 13. | Matchbox (stereoversie)                                                      | Carl Perkins                                        | 1:59 |
| 14. | Slow Down (stereoversie)                                                     | Larry Williams                                      | 2:54 |
| 15. | She's a Woman (stereoversie)                                                 |                                                     | 2:57 |
| 16. | I Feel Fine ("fluisterversie", afkomstig van de Britse versie van 1962-1966) |                                                     | 2:19 |

### Album 3
| Nr. | Titel                           | Schrijver(s)             | Duur |
| --- | ------------------------------- | ------------------------ | ---- |
| 1.  | Eight Days a Week               |                          | 2:45 |
| 2.  | No Reply                        |                          | 2:15 |
| 3.  | I'm a Loser                     |                          | 2:31 |
| 4.  | I'll Follow the Sun             |                          | 1:46 |
| 5.  | Mr. Moonlight                   | Roy Lee Johnson          | 2:33 |
| 6.  | Every Little Thing              |                          | 2:01 |
| 7.  | I Don't Want to Spoil the Party |                          | 2:33 |
| 8.  | Kansas City/Hey-Hey-Hey-Hey!    | Leiber, Stoller/Penniman | 2:33 |

| Nr. | Titel                             | Schrijver(s)    | Duur |
| --- | --------------------------------- | --------------- | ---- |
| 9.  | Ticket to Ride                    |                 | 3:10 |
| 10. | I'm Down (stereoversie)           |                 | 2:32 |
| 11. | Help!                             |                 | 2:19 |
| 12. | The Night Before                  |                 | 2:34 |
| 13. | You've Got to Hide Your Love Away |                 | 2:09 |
| 14. | I Need You                        | George Harrison | 2:28 |
| 15. | Another Girl                      |                 | 2:05 |
| 16. | You're Going to Lose That Girl    |                 | 2:18 |

### Album 4
| Nr. | Titel                                                                     | Schrijver(s)                  | Duur |
| --- | ------------------------------------------------------------------------- | ----------------------------- | ---- |
| 1.  | Yesterday                                                                 |                               | 2:05 |
| 2.  | Act Naturally                                                             | Johnny Russell, Voni Morrison | 2:30 |
| 3.  | Tell Me What You See                                                      |                               | 2:37 |
| 4.  | It's Only Love                                                            |                               | 1:56 |
| 5.  | You Like Me Too Much                                                      | Harrison                      | 2:36 |
| 6.  | I've Just Seen a Face                                                     |                               | 2:05 |
| 7.  | Day Tripper (mix afkomstig van het Amerikaanse album Yesterday and Today) |                               | 2:49 |
| 8.  | We Can Work It Out                                                        |                               | 2:16 |

| Nr. | Titel                                | Schrijver(s) | Duur |
| --- | ------------------------------------ | ------------ | ---- |
| 9.  | Michelle                             |              | 2:42 |
| 10. | Drive My Car                         |              | 2:27 |
| 11. | Norwegian Wood (This Bird Has Flown) |              | 2:05 |
| 12. | You Won't See Me                     |              | 3:18 |
| 13. | Nowhere Man                          |              | 2:40 |
| 14. | Girl                                 |              | 2:30 |
| 15. | I'm Looking Through You              |              | 2:23 |
| 16. | In My Life                           |              | 2:24 |

### Album 5
| Nr. | Titel                      | Schrijver(s) | Duur |
| --- | -------------------------- | ------------ | ---- |
| 1.  | Paperback Writer           |              | 2:31 |
| 2.  | Rain                       |              | 2:58 |
| 3.  | Here, There and Everywhere |              | 2:25 |
| 4.  | Taxman                     | Harrison     | 2:39 |
| 5.  | I'm Only Sleeping          |              | 3:01 |
| 6.  | Good Day Sunshine          |              | 2:08 |
| 7.  | Yellow Submarine           |              | 2:41 |

| Nr. | Titel                                                         | Schrijver(s) | Duur |
| --- | ------------------------------------------------------------- | ------------ | ---- |
| 8.  | Eleanor Rigby                                                 |              | 2:08 |
| 9.  | And Your Bird Can Sing (Amerikaanse stereoversie)             |              | 2:00 |
| 10. | For No One                                                    |              | 2:00 |
| 11. | Doctor Robert                                                 |              | 2:14 |
| 12. | Got to Get You into My Life                                   |              | 2:29 |
| 13. | Penny Lane (afkomstig van de Amerikaanse versie van Rarities) |              | 3:03 |
| 14. | Strawberry Fields Forever                                     |              | 4:10 |

### Album 6
| Nr. | Titel                                                         | Schrijver(s) | Duur |
| --- | ------------------------------------------------------------- | ------------ | ---- |
| 1.  | Sgt. Pepper's Lonely Hearts Club Band                         |              | 2:02 |
| 2.  | With a Little Help from My Friends                            |              | 2:44 |
| 3.  | Lucy in the Sky with Diamonds                                 |              | 3:28 |
| 4.  | Fixing a Hole                                                 |              | 2:36 |
| 5.  | She's Leaving Home                                            |              | 3:35 |
| 6.  | Being for the Benefit of Mr. Kite!                            |              | 2:37 |
| 7.  | A Day in the Life (aangepaste versie afkomstig van 1967-1970) |              | 5:39 |

| Nr. | Titel                                                              | Schrijver(s) | Duur |
| --- | ------------------------------------------------------------------ | ------------ | ---- |
| 8.  | When I'm Sixty-Four                                                |              | 2:37 |
| 9.  | Lovely Rita                                                        |              | 2:42 |
| 10. | All You Need Is Love (monoversie)                                  |              | 3:57 |
| 11. | Baby, You're a Rich Man (stereoversie)                             |              | 2:58 |
| 12. | Magical Mystery Tour                                               |              | 2:51 |
| 13. | Your Mother Should Know                                            |              | 2:33 |
| 14. | The Fool on the Hill                                               |              | 3:00 |
| 15. | I Am the Walrus (afkomstig van de Amerikaanse versie van Rarities) |              | 4:35 |

### Album 7
| Nr. | Titel                        | Schrijver(s) | Duur |
| --- | ---------------------------- | ------------ | ---- |
| 1.  | Hello, Goodbye               |              | 3:31 |
| 2.  | Lady Madonna                 |              | 2:17 |
| 3.  | Hey Jude                     |              | 7:08 |
| 4.  | Revolution                   |              | 3:21 |
| 5.  | Back in the U.S.S.R.         |              | 2:45 |
| 6.  | Ob-La-Di, Ob-La-Da           |              | 3:05 |
| 7.  | While My Guitar Gently Weeps | Harrison     | 4:45 |

| Nr. | Titel                                                                            | Schrijver(s)    | Duur |
| --- | -------------------------------------------------------------------------------- | --------------- | ---- |
| 8.  | The Continuing Story of Bungalow Bill (zonder openingsobbligato op de mellotron) |                 | 3:14 |
| 9.  | Happiness Is a Warm Gun                                                          |                 | 2:43 |
| 10. | Martha My Dear                                                                   |                 | 2:28 |
| 11. | I'm So Tired                                                                     |                 | 2:03 |
| 12. | Piggies                                                                          | Harrison        | 2:04 |
| 13. | Don't Pass Me By                                                                 | Richard Starkey | 3:50 |
| 14. | Julia                                                                            |                 | 2:54 |
| 15. | All Together Now                                                                 |                 | 2:11 |

### Album 8
| Nr. | Titel                       | Schrijver(s) | Duur |
| --- | --------------------------- | ------------ | ---- |
| 1.  | Get Back (albumversie)      |              | 3:09 |
| 2.  | Don't Let Me Down           |              | 3:33 |
| 3.  | The Ballad of John and Yoko |              | 2:59 |
| 4.  | Across the Universe         |              | 3:48 |
| 5.  | For You Blue                | Harrison     | 2:32 |
| 6.  | Two of Us                   |              | 3:37 |
| 7.  | The Long and Winding Road   |              | 3:38 |
| 8.  | Let It Be (albumversie)     |              | 4:03 |

| Nr. | Titel                   | Schrijver(s) | Duur |
| --- | ----------------------- | ------------ | ---- |
| 9.  | Come Together           |              | 4:20 |
| 10. | Something               | Harrison     | 3:03 |
| 11. | Maxwell's Silver Hammer |              | 3:27 |
| 12. | Octopus's Garden        | Starkey      | 2:51 |
| 13. | Here Comes the Sun      | Harrison     | 3:05 |
| 14. | Because                 |              | 2:45 |
| 15. | Golden Slumbers         |              | 1:31 |
| 16. | Carry That Weight       |              | 1:36 |
| 17. | The End                 |              | 2:05 |
| 18. | Her Majesty             |              | 0:23 |